# مارك شرايبر
مارك شرايبر (بالإنجليزية: Mark Schreiber)‏ (8 يوليو 1960، سينسيناتي في الولايات المتحدة)؛ روائي أمريكي.